# Озёрное сельское поселение (Смоленская область)
Озёрное сельское поселение — муниципальное образование в составе Шумячского района Смоленской области России.
Административный центр — деревня Озёрная.
Образовано законом Смоленской области от 28 декабря 2004 года. Глава муниципального образования Озёрного сельского поселения - Павлов Александр Анатольевич.

## Географические данные
- Общая площадь: 306,93 км²
- Расположение: восточная часть Шумячского района
- Граничит:
  - на востоке — с Рославльским районом
  - на юго-востоке — с Ершичским районом
  - на юго-западе — с Понятовским сельским поселением
  - на западе — с Шумячским городским поселением и Беларусью
  - на северо-западе — с Руссковским сельским поселением
  - на севере — с Снегирёвским сельским поселением
  - на северо-востоке — с Первомайским сельским поселением
- По территории поселения проходят автомобильные дороги: Шумячи — Ершичи, А101 Москва — Варшава («Старая Польская» или «Варшавка»), Шумячи-Хиславичи, Шумячи-Первомайский.
- По территории поселения проходит железная дорога Рославль-Кричев, имеется станция: Криволес.
- Крупная река Остёр.

## Население
| 2011 | 2012  | 2013  | 2014  | 2015  | 2016  | 2017 |
| ---- | ----- | ----- | ----- | ----- | ----- | ---- |
| 1110 | ↘1096 | ↘1095 | ↘1061 | ↘1017 | ↘1001 | ↘975 |
| 2018 | 2019  | 2020  | 2021  |       |       |      |
| ↘945 | ↘933  | ↗940  | ↘813  |       |       |      |

## Населённые пункты
На территории поселения находятся 37 населённых пунктов:
| №  | Населённый пункт    | Тип     | Население |
| -- | ------------------- | ------- | --------- |
| 1  | Богачево            | деревня | 0         |
| 2  | Богдановка          | деревня | 0         |
| 3  | Буда                | деревня | 3         |
| 4  | Ворошиловка         | деревня | 108       |
| 5  | Гневково            | деревня | 178       |
| 6  | Городец             | деревня | 106       |
| 7  | Дубовица            | деревня | 27        |
| 8  | Дубовицкие Навины   | деревня | 0         |
| 9  | Займище             | посёлок | 7         |
| 10 | Зверинка            | деревня | 34        |
| 11 | Кирякинка           | деревня | 36        |
| 12 | Криволес            | деревня | 206       |
| 13 | Крымки              | деревня | 0         |
| 14 | Курцево             | деревня | 0         |
| 15 | Локотец             | деревня | 11        |
| 16 | Лысовка             | деревня | 1         |
| 17 | Масловка            | деревня | 0         |
| 18 | Навины              | деревня | 3         |
| 19 | Незабудкино         | деревня | 0         |
| 20 | Озёрная             | деревня | 259       |
| 21 | Песчанка            | деревня | 15        |
| 22 | Погорелово          | деревня | 6         |
| 23 | Пожога              | деревня | 1         |
| 24 | Полушкино           | деревня | 0         |
| 25 | Просковино          | деревня | 0         |
| 26 | Прудок              | деревня | 9         |
| 27 | Пустосел            | деревня | 34        |
| 28 | Рязаново-Азенчеево  | деревня | 0         |
| 29 | Рязаново-Ворошилово | деревня | 17        |
| 30 | Рязаново-Село       | деревня | 0         |
| 31 | Самолюбово          | деревня | 0         |
| 32 | Серковка            | деревня | 3         |
| 33 | Серый Камень        | деревня | 0         |
| 34 | Старшевка           | деревня | 0         |
| 35 | Тишковка            | деревня | 0         |
| 36 | Шумовка             | деревня | 39        |
| 37 | Шумовка             | посёлок | 18        |